# 坂東邦彦
板東 邦彦（ばんどう くにひこ、1935年8月27日 - 2024年9月19日）は、日本の経営者。山陽特殊製鋼社長、会長を務めた。

## 経歴
香川県出身。1959年に東京大学法学部公法学科を卒業し、同年に富士製鉄(現在の日本製鉄)に入社。
1991年6月に新日本製鐵取締役を経て、1997年6月に山陽特殊製鋼副社長に就任し、1998年6月には社長に昇格。2002年6月には会長に就任。
2024年9月19日骨髄異形成症候群のために死去。89歳没。